# Soylent Green
Soylent Green is een dystopische sciencefictionfilm uit 1973 onder regie van Richard Fleischer. Het verhaal is losjes gebaseerd op het boek Make Room! Make Room! van Harry Harrison, dat gaat over overbevolking en enkele bijkomende thema's, zoals euthanasie en kannibalisme.
Soylent Green won onder meer een Saturn Award voor beste sciencefictionfilm en een Nebula Award voor beste dramatische opvoering. De film werd tevens genomineerd voor een Hugo Award in laatstgenoemde categorie.

## Verhaal
Het is het jaar 2022 en New York is met 40 miljoen inwoners zwaar overbevolkt. Als gevolg van het broeikaseffect wordt de stad geteisterd door hittegolven. Na decennia van ecologische verwaarlozing zijn natuurlijke hulpbronnen uitgeput. Voedsel als groente, vlees en fruit zijn schaars en extreem duur, evenals luxe producten zoals zeep en schoon warm water. Het overgrote deel van de bevolking is arm en eet alleen in fabrieken gemaakte soylent, gemaakt door 'Soylent Incorporated'. Soylent bestaat in de vormen rood, geel en - het zeldzame want kwalitatief beste - groen. Het is smaak- en geurloos, in oplopende mate voedzaam en wordt verkocht als kleine vierkante wafeltjes. Soylent groen zou gemaakt zijn van plankton.
Wanneer de rijke William R. Simonson (Joseph Cotten) vermoord wordt na daarmee zelf ingestemd te hebben, komt politieagent Thorn (Charlton Heston) de zaak onderzoeken. Thorn heeft een eigen woning en behoort daarmee niet tot de allerarmsten, maar heeft ook niet veel meer. Hij kijkt daarom zijn ogen uit in het luxe appartement van Simonson, stopt het een en ander aan producten in zijn eigen zakken en maakt kennis met Shirl (Leigh Taylor-Young). Zij is een 'meubelstuk' dat bij het appartement hoort en was zodoende eigendom van Simonson. Nu die vermoord is, is ze bang om alleen te zijn. Er ontstaat een band tussen Thorn en haar.
Thorn vraagt thuis aan zijn op leeftijd gekomen huisgenoot Sol Roth (Edward G. Robinson) om hem te helpen door dossiers uit te pluizen. Doordat Thorn het nodige heeft meegenomen uit Simonsons appartement, kunnen hij en Roth echter eerst genieten van een ongekend feestmaal, met sla, een appel en vlees. In tegenstelling tot Thorn stamt Roth uit een tijdperk dat dit nog heel gewone voedingsmiddelen waren, waardoor het eten voor hem enige nostalgie met zich meebrengt. De moord op Simonson krijgt een verdachte wending wanneer eerst Soylent Incorporated aan de politie vraagt om Thorn het onderzoek te laten staken en vervolgens Simonsons' voormalige priester (Lincoln Kilpatrick), met wie Thorn wilde spreken, wordt vermoord.
Terwijl Thorn veldonderzoek doet, doet Roth de grootste vondsten. Het blijkt dat Simonson een directielid was van Soylent Incorporated die, nadat hij gewetensbezwaren kreeg, het zwijgen werd opgelegd. Daarnaast doet Roth een ontdekking die hem zo schokt dat hij wat spullen bij elkaar zoekt, een briefje schrijft met daarin dat hij 'naar huis gaat' en vertrekt. Thuisgekomen leest Thorn dit briefje en gaat achter Roth aan. 'Naar huis' blijkt te staan voor een ceremoniële vorm van euthanasie, waarin hij op een bed een film over de vroegere Aarde bekijkt en aan het einde daarvan sterft. Tijdens de ceremonie fluistert Roth toe dat Thorn zijn lichaam moet volgen.
Wanneer Roths lijk in een speciale vuilniswagen wordt afgevoerd, lift Thorn daarop stiekem mee. Zo komt hij aan bij een fabriek van Soylent Incorporated waar de lijken worden verwerkt tot soylent green. Thorn wordt ontdekt, vlucht, en tracht de "exchange" met bewijs van de praktijken in te lichten. Handlangers van Soylent Incorporated wachten Thorn echter op en weten hem te verwonden waarna hij zich in een kerkgebouw schuilhoudt. Daar wordt hij door zijn politiechef gered, waarna hij uitroept "Soylent green is made of people!"

## Rolverdeling
| Acteur          | Personage    |
| --------------- | ------------ |
| Charlton Heston | Thorn        |
| Chuck Connors   | Tab          |
| Brock Peters    | Hatcher      |
| Paula Kelly     | Martha       |
| Stephen Young   | Gilbert      |
| Mike Henry      | Kulozik      |
| Roy Jenson      | Donovan      |
| Leonard Stone   | Charles      |
| Whit Bissell    | Santini      |
| Jane Dulo       | Mrs. Santini |
| Tim Herbert     | Brady        |
| John Dennis     | Wagner       |

## Achtergrond

### Productie
Het scenario van de film is gebaseerd op het boek Make Room! Make Room! van Harry Harrison, gepubliceerd in 1966. Toen Harisson de filmrechten op zijn boek verkocht, werd in het contract vastgelegd dat hij geen controle zou krijgen over hoe het uiteindelijke scenario moest worden. Ook werd hem niet verteld dat MGM de studio was die de filmrechten kocht. Uiteindelijk gaf hij aan voor 50% tevreden te zijn met de film.
Het boek vermeldt nergens "Soylent Green", maar wel "soylent steaks". De titel van de film werd opzettelijk veranderd in "Soylent Green" uit angst dat bij Make Room! Make Room! mensen zouden denken dat het een verfilming van Make Room for Daddy zou zijn.

### Wetenswaardigheden
- Het woord soylent is een samenstelling van de Engelse woorden soy (soja) en lentil (linze).
- Soylent Green was de 101e en tevens laatste film waarin acteur Robinson (Sol Roth) speelde voordat hij stierf aan kanker, negen dagen na de laatste opnamedag.
- Het gedeelte met de grazende herten (begeleid met muziek van Beethovens 6de symphonie) in de film die Roth te zien krijgt, komt uit de boekverfilming Far from the Madding Crowd (1967)

### Uitgave en ontvangst
Time noemde de film interessant, maar merkte wel op dat de film vooral herinnerd zal worden als de laatste film van Edward G. Robinson. De scène waarin zijn personage in de film sterft wordt als een van de beste scènes uit de film beschouwd.
Op Rotten Tomatoes scoort Soylent Green 73% aan goede beoordelingen.

## Prijzen en nominaties
- In 1974 won Soylent Green de Grand Prize op het Avoriaz Fantastic Film Festival en een Golden Scroll voor beste sciencefictionfilm.
- Datzelfde jaar werd de film genomineerd voor een Hugo Award voor Best Dramatic Presentation
- In 1975 won de film een Nebula Award voor Best Dramatic Presentation

Soylent Green kreeg de volgende erkenning van het American Film Institute:
- AFI's 100 Years...100 Thrills - nominatie[5]
- AFI's 100 Years...100 Movie Quotes:
  - "Soylent Green is people!" - #77
- AFI's 10 Top 10 – genomineerd in de categorie sciencefiction.[6]